# Concha Buika
Concha Buika (Palma de Mallorca, 1972. május 11. –) spanyol énekesnő.

## Pályakép
Szülei Egyenlítői-Guineából Mallorcára menekültek. Az énekesnő és öt testvére már a Baleár-szigeteken született.
A család az egyedüli színes bőrű család volt a szigeten, és egy helyi babona szerint a szomszédok mindig megérintették Buikát, vélvén, hogy az nekik szerencsét hoz. Apja elhagyta a családot és csak 26 év múltán tért vissza. Az akkor már profi énekesnőnek még a nevére sem emlékezett.
Buika gyermekként énekelni tanult és ezalatt a zongorával, a gitárral, a csellóval is megismerkedett. Dobos, vagy basszusgitáros szeretett volna lenni, de ezek idegenül hatottak a spanyoloknak, ezért kezdett énekelni. Madridi bárokban andalúz népdalokat énekelt, majd Tina Turner és Diana Ross imitátoraként is fellépett; immár Las Vegasban.
Az ezredforduló óta jelennek meg lemezei. Angolul, spanyolul és portugál nyelven is énekel. Verseskötetei vannak, novellákat, filmeket ír. Zenét szerzett Pedro Almodóvar „A bőr, amelyben élek” című filmjéhez, ebben szerepel is.
Balladaszerű dalainak sajátos hangzását a flamenco és más stílusok, mint a jazz, a soul és a funk elegye illetve az afrikai ritmusok adják.

## Lemezei
- Deadbeat: 2018
- Para mí: 2017
- Vivir sin miedo: 2015
- La noche más larga: 2013
- En mi piel: 2011
- El último trago: 2009 (Chucho Valdés, zongora)
- Niña de fuego: 2008
- Mi niña Lola: 2006
- Buika: 2005
- Mestizüo: 2000 (Jacob Sureda, zongora)

## Díjak
- Best Spanish Song Album: Mi niña Lola: 2007
- Latin Grammy Awards 2008: Album of the Year: Niña de Fuego
- Latin Grammy Awards 2010: Record of the Year: Se Me Hizo Facil
- Latin Grammy Awards 2010: Best Traditional Tropical Album for El Ultimo Trago
- Latin Grammy Awards 2013: Record of the Year: La Nave del Olvido
- Grammy-díj, 2013: Best Latin Jazz Album: La Noche Mas Larga
- Latin Grammy Awards 2016: Record of the Year: Si Volveré
- Antonio-Carlos-Jobim Award, Montreal: 2017
- Grammy-díj, 2018: Best World Music Album: Para Mi
- Ramon Llull Award: 2008